# Bataille de Grauholz
Invasion française de 1792 et 1798
Batailles
- Longeau
- Neuenegg
- Fraubrunnen
- Grauholz

La bataille de Grauholz se déroule le 5 mars 1798, et oppose une armée bernoise commandée par Karl Ludwig von Erlach à l'armée révolutionnaire française sous les ordres du général Alexis Balthazar Henri Schauenburg. La bataille a lieu à Grauholz, une colline boisée située dans les actuelles municipalités de Urtenen-Schönbühl et Moosseedorf, dans le canton de Berne en Suisse. Le gouvernement de Berne capitule la veille de l'affrontement, et la défaite bernoise à Grauholz met un terme à la résistance suisse face aux Français dans le nord du canton.

## Prélude
Une armée bernoise de 6 400 hommes est battue par les troupes françaises fortes d'environ 18 000 hommes à la bataille de Fraubrunnen, et est repoussée sur Grauholz, une colline boisée située entre les communes d'Urtenen-Schönbühl et Moosseedorf.

## La bataille
Le général d'Erlach ne dispose que d'environ deux bataillons de soldats réguliers pour défendre sa position, mais beaucoup de femmes, de vieillards et parfois même des enfants de la population du canton rejoignent les troupes bernoises afin de protéger leur ville de l'invasion française. Un témoin oculaire note que de nombreux habitants du village voisin de Bolligen prennent rang au sein de l'armée suisse.
Les fantassins suisses résistent pendant près de deux heures et demie contre les colonnes françaises avant d'être finalement dispersés. La plupart des fuyards quittent le champ de bataille en petits groupes ou individuellement. Vingt-sept agriculteurs du village de Bollingen meurent au cours des combats. Un rapport de 1804 mentionne que les Suisses déplorent 2 000 victimes, alors que les Français perdent environ 1 600 morts ou blessés. Une autre estimation donnent les chiffres de 700 Suisses tués au combat pendant les affrontements du 2 au 5 mars 1798. Les pertes françaises lors de cette campagne ne sont pas connues.

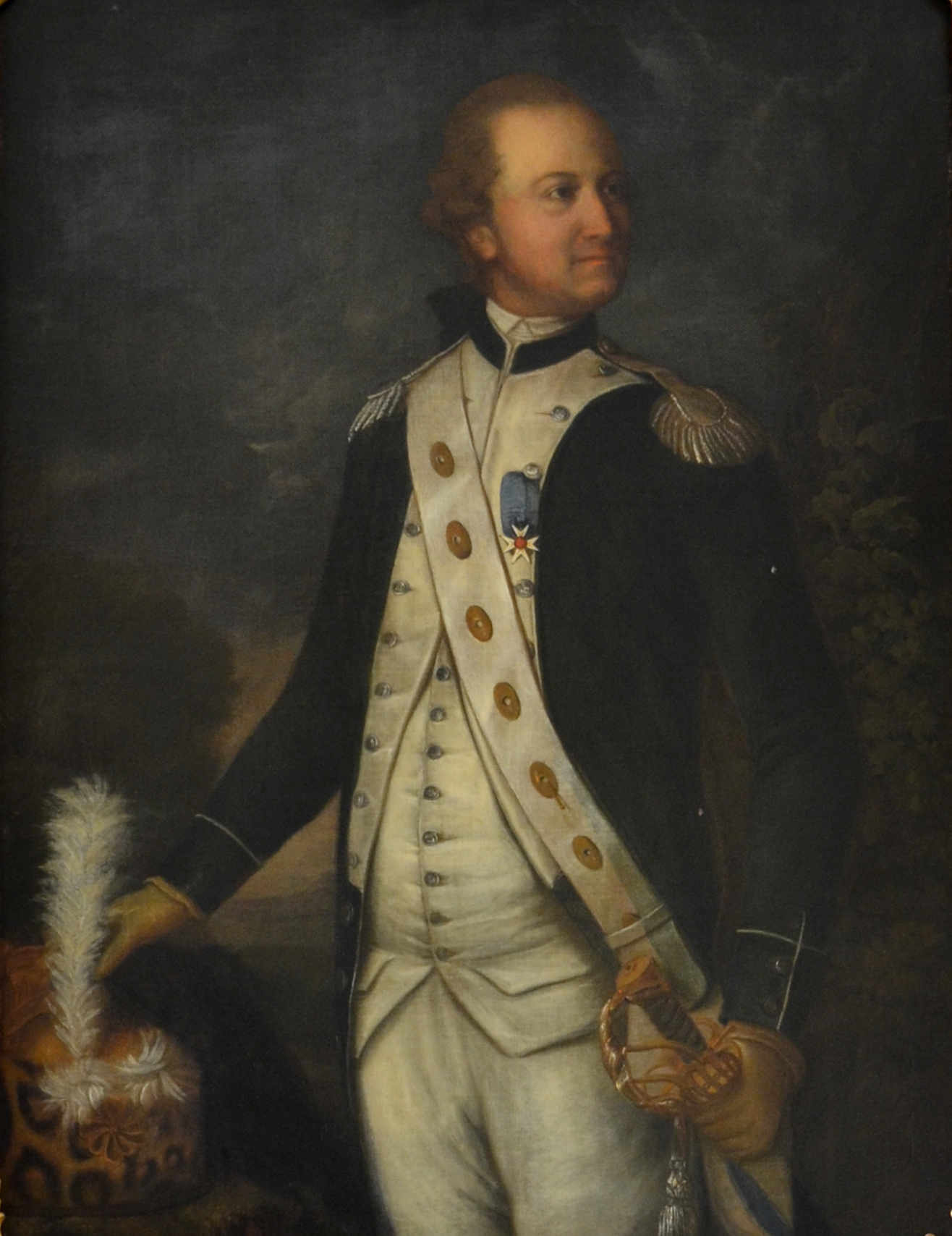
Le général Charles-Louis d'Erlach (1746-1798).
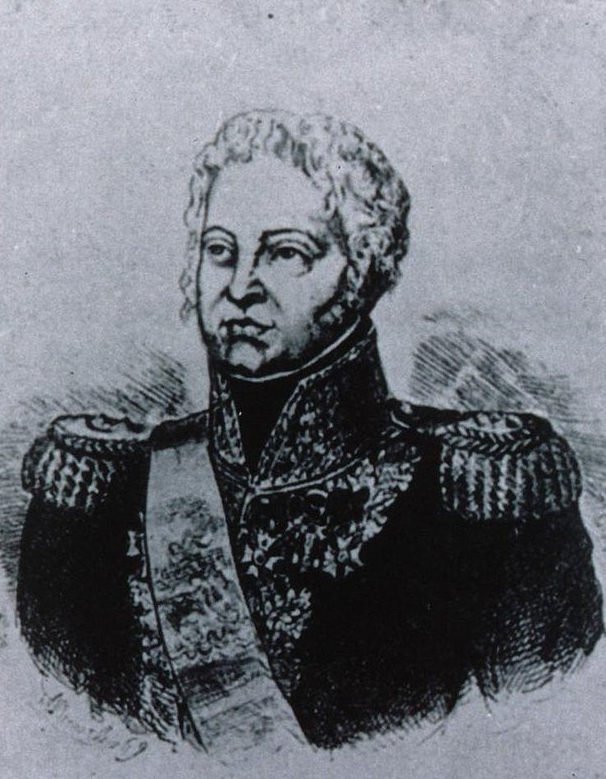
Le général Alexis de Schauenburg (1748-1831).

## Conséquences
Tandis que le colonel Johann Rudolf von Graffenried (de) remporte une victoire contre les Français à Neuenegg le même jour, la reddition du gouvernement et la défaite de Grauholz met un terme à la résistance des Bernois.
Le général d'Erlach se retire après cette défaite avec une partie de son armée. Il essaye ensuite de défendre les forteresses de Schosshalde et de Felsenburg, et tente de se maintenir sur le pont de l'Untertor afin de protéger Berne, mais en vain. Il se rend alors dans le sud du pays pour organiser la résistance dans l'Oberland bernois, mais il est assassiné à Wichtrach par des soldats ou des paysans qui l'accusent de traîtrise.

## Monument
Un monument érigé au Grauholz en 1886 (déplacé en 1930) commémore la bataille.